# Kigamba
Kigamba är en kommun i Burundi. Den ligger i provinsen Cankuzo, i den nordöstra delen av landet, 130 kilometer öster om Burundis största stad Bujumbura.